# Lijst van personen overleden in januari 2025
Dit is een lijst van bekende personen die zijn overleden in januari 2025.

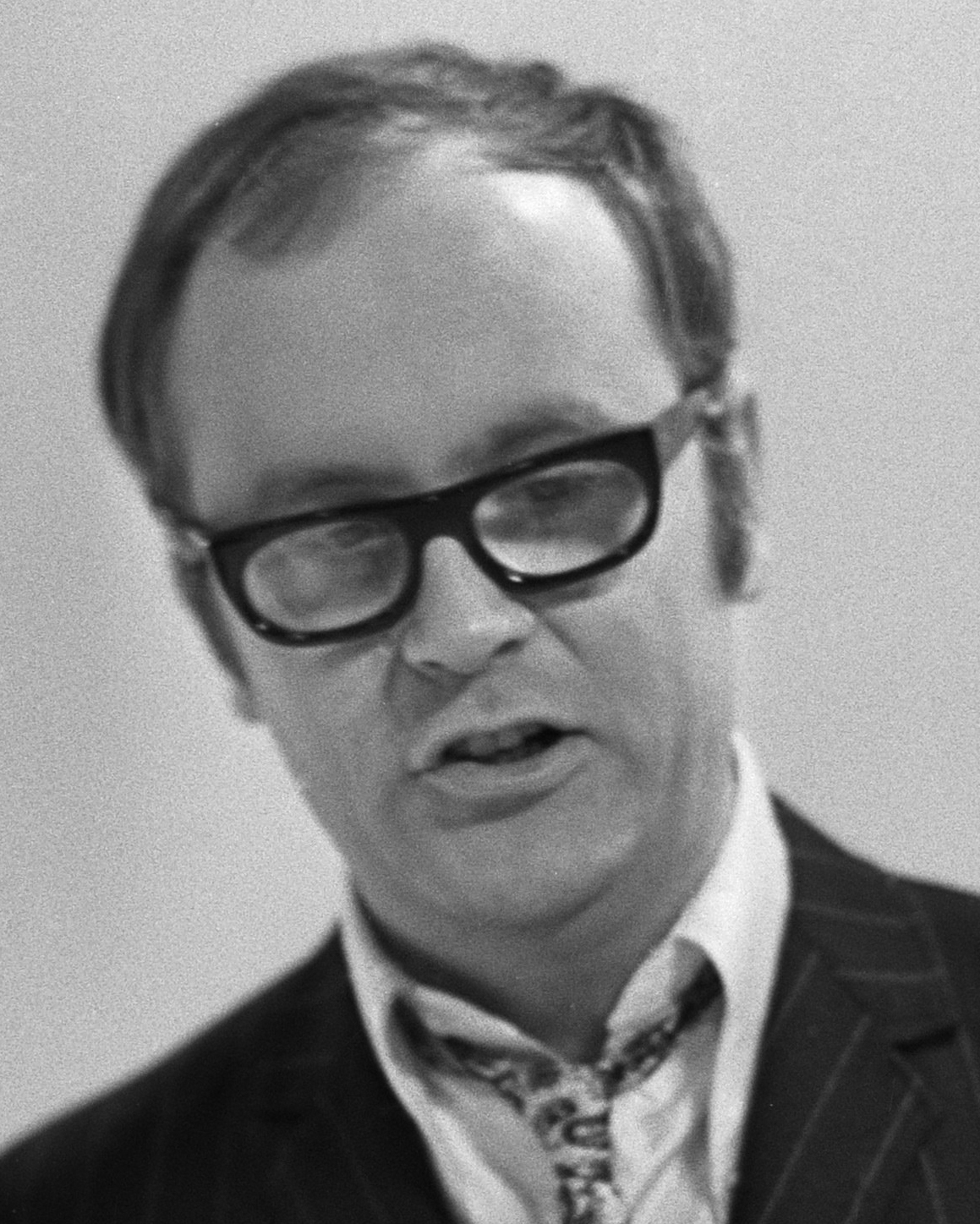
Willem van Kooten
3 januari

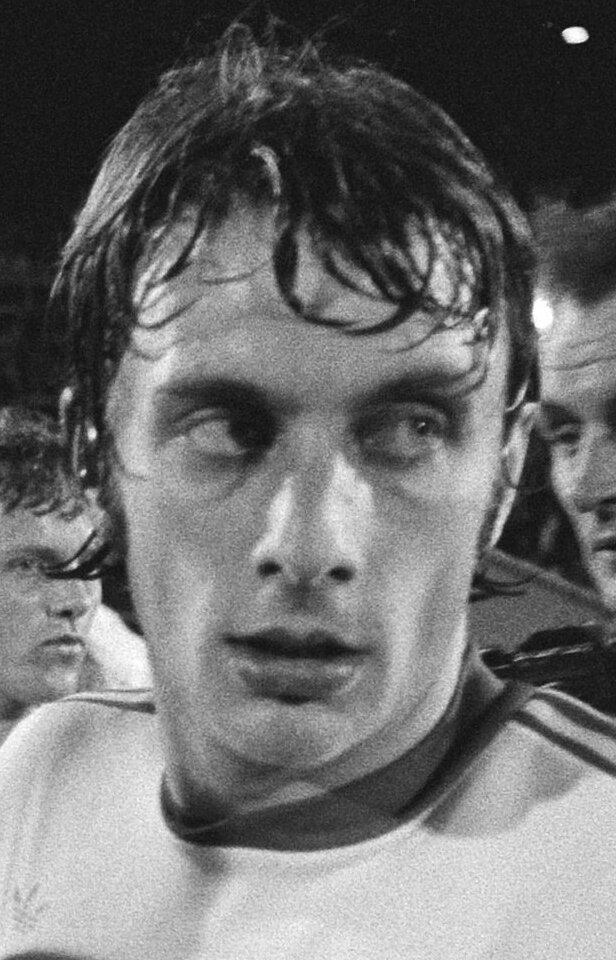
Gille Van Binst
3 januari

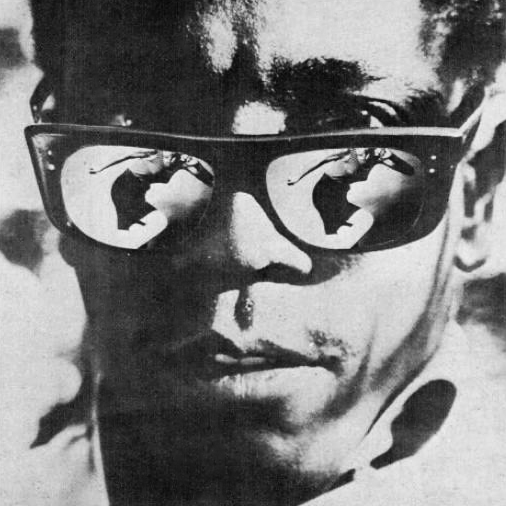
Brenton Wood
3 januari

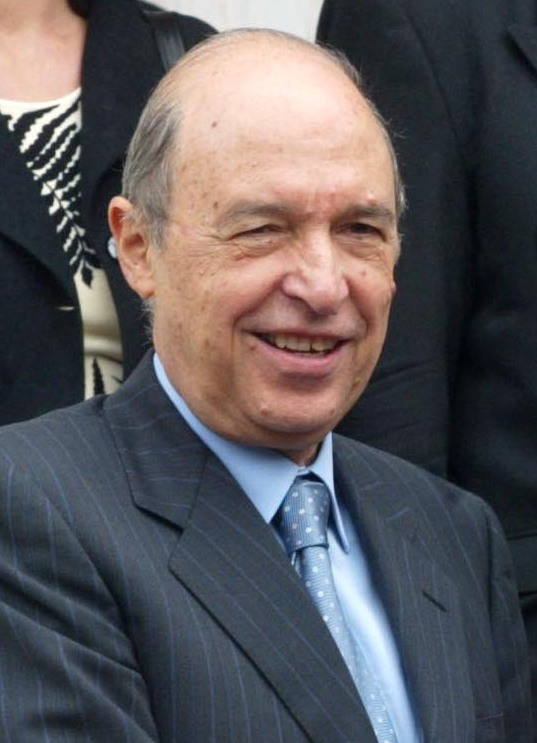
Kostas Simitis
5 januari

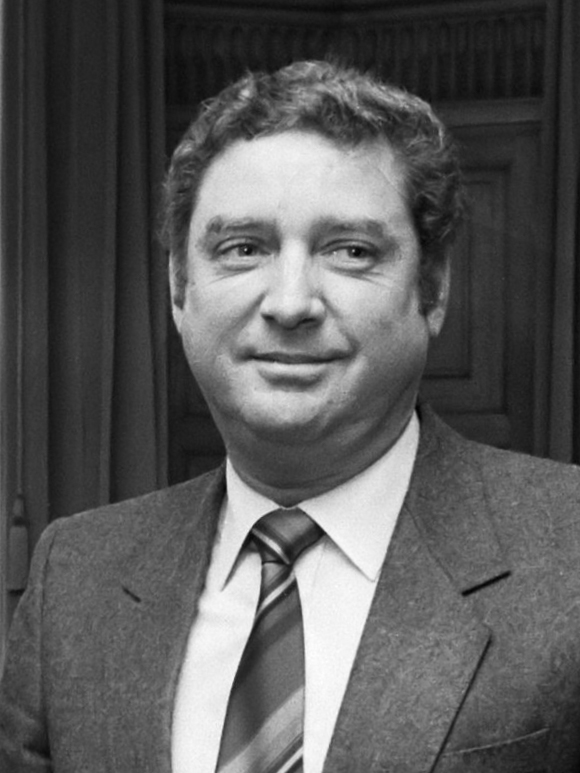
Henny Eman
6 januari

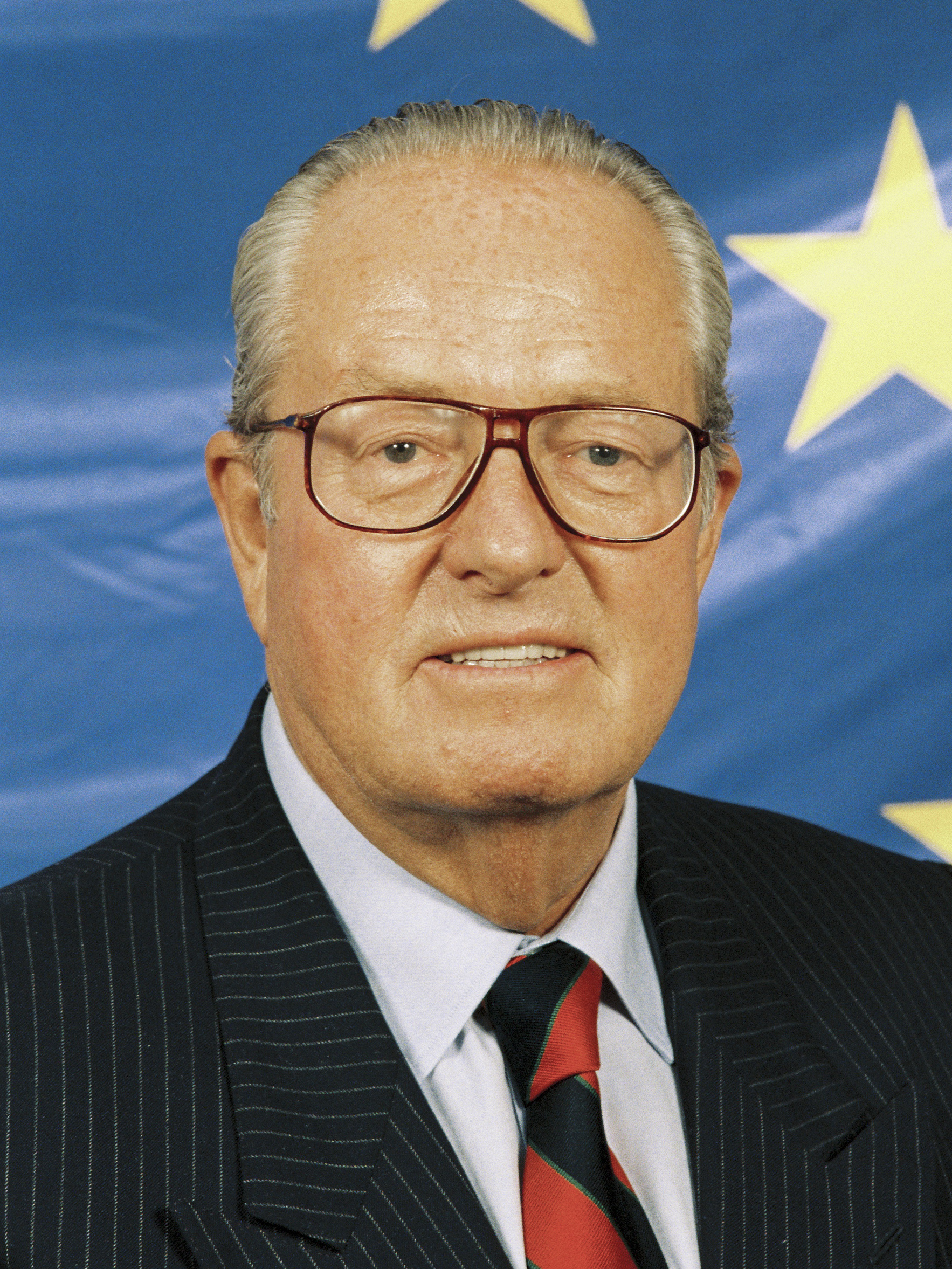
Jean-Marie Le Pen
7 januari

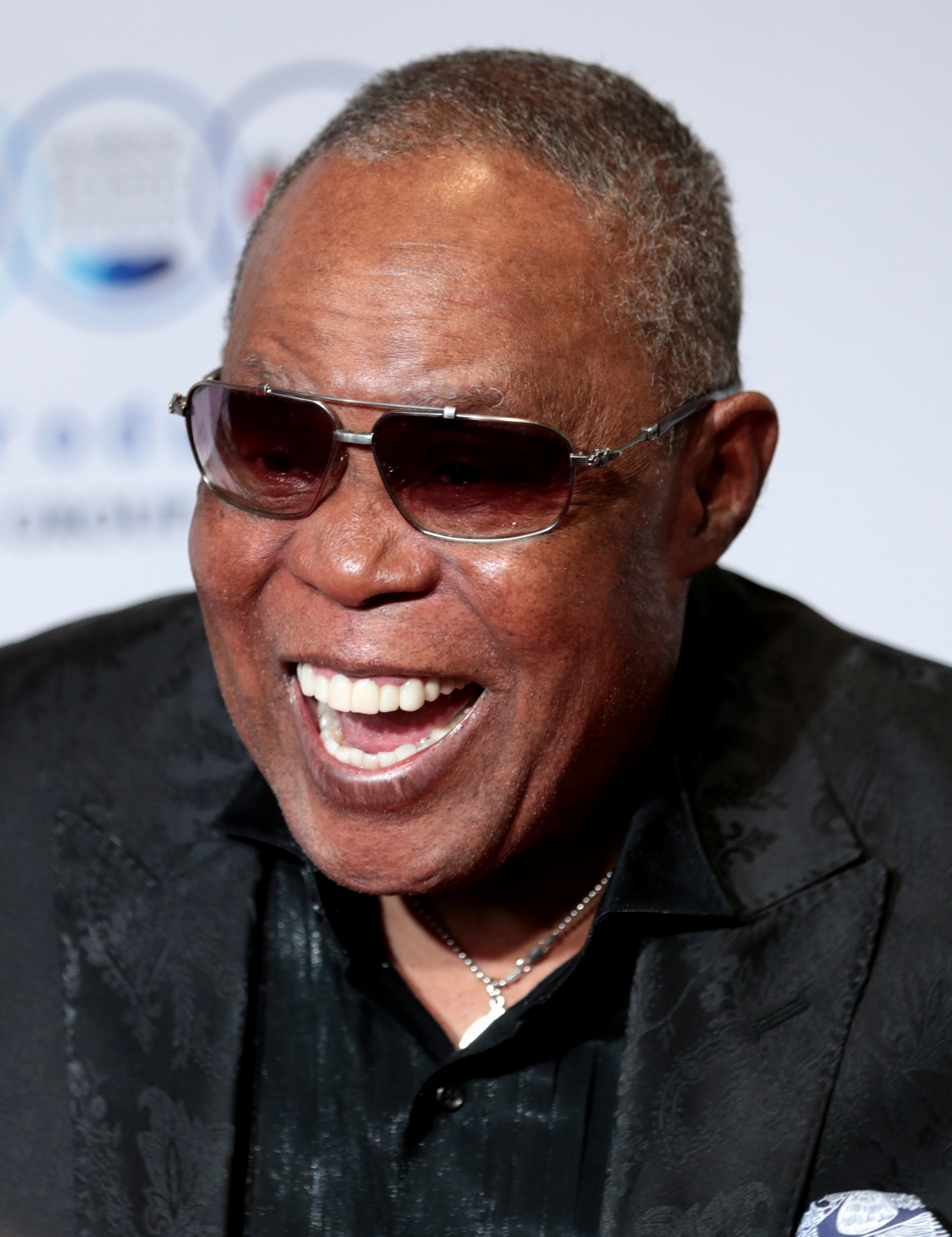
Sam Moore
10 januari

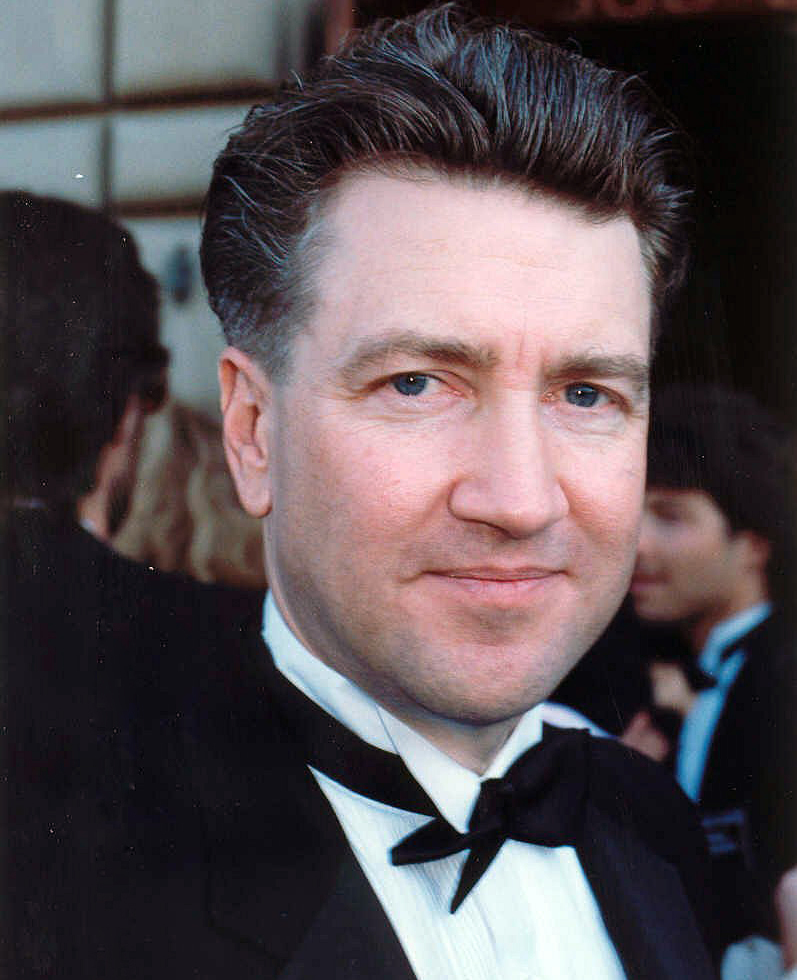
David Lynch
15 januari

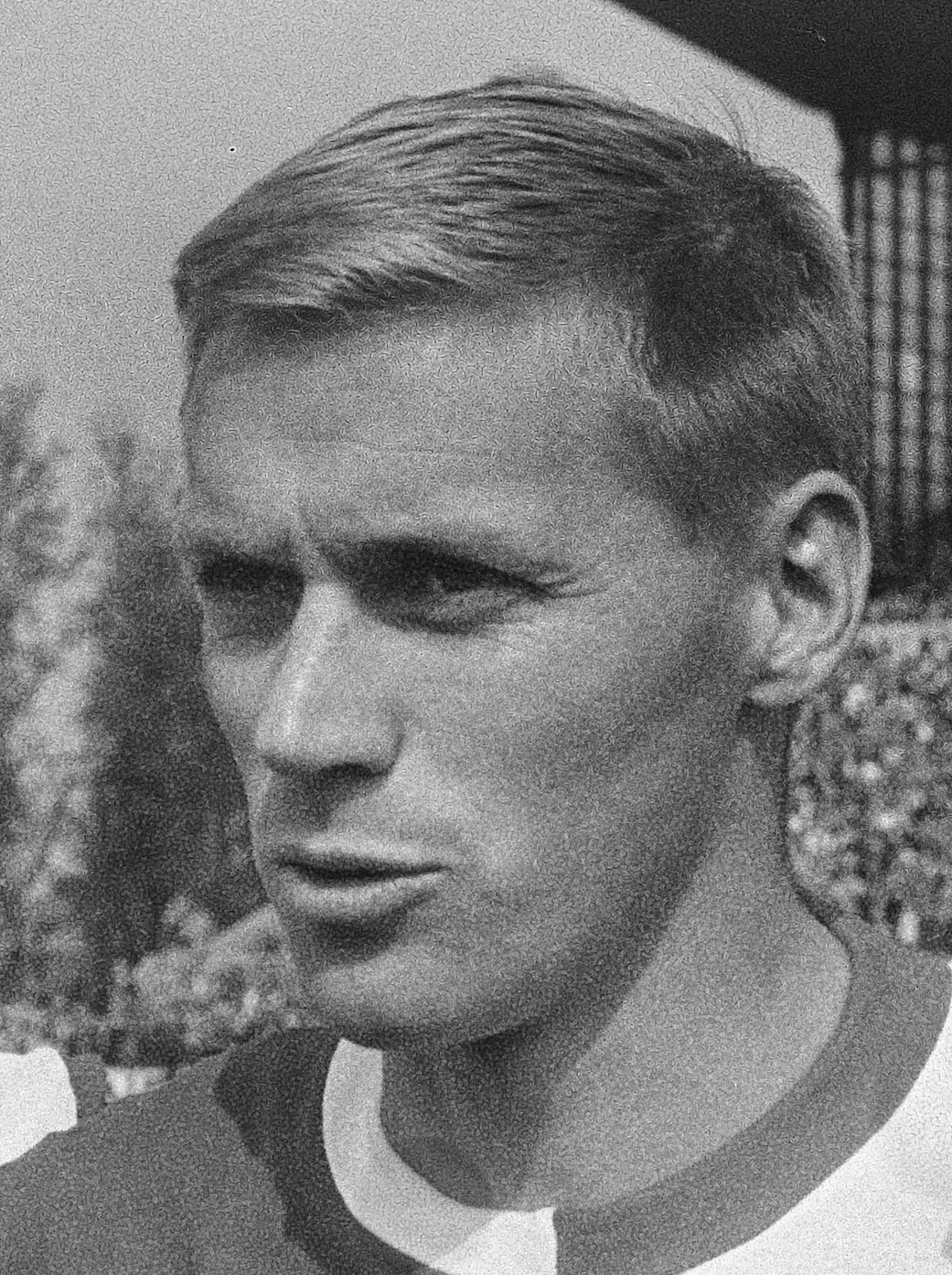
Harry Bild
16 januari

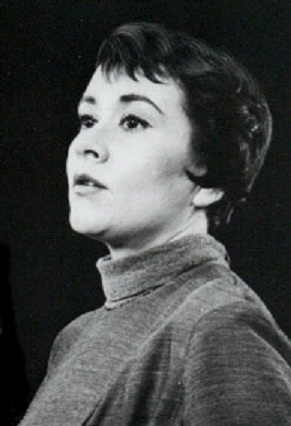
Joan Plowright
16 januari

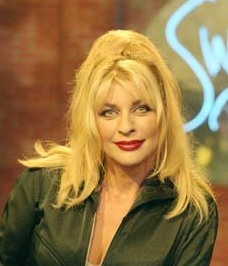
Manuëla Kemp
17 januari

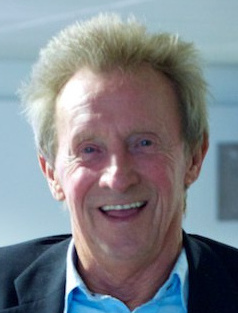
Denis Law
17 januari

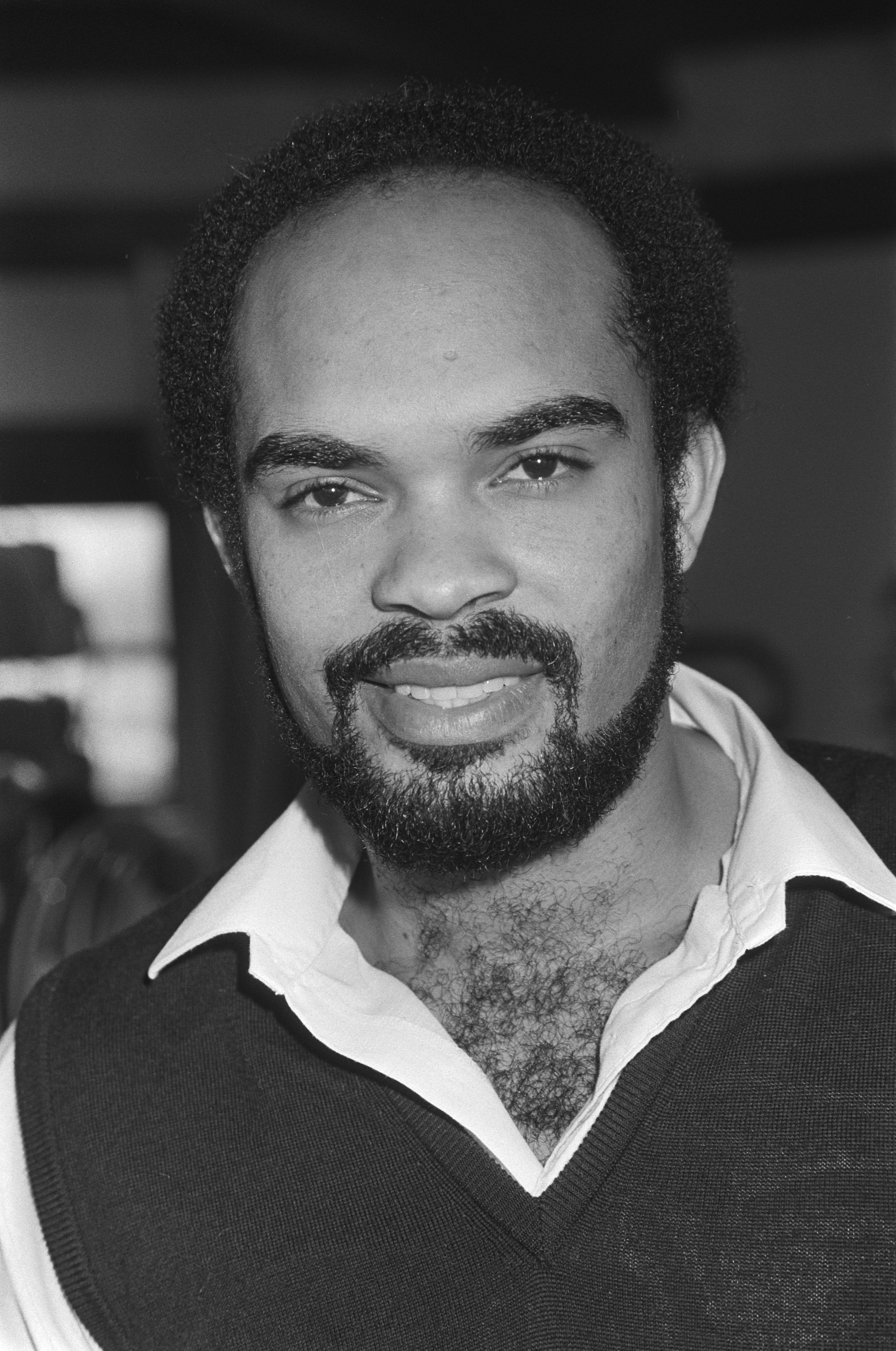
Lobo
19 januari

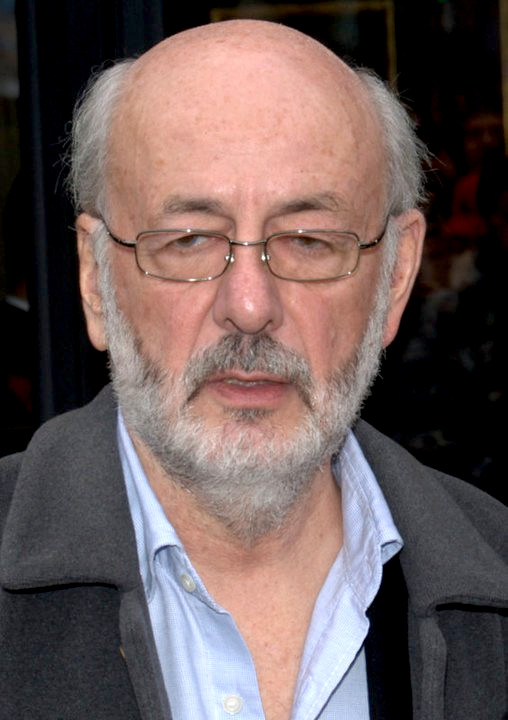
Bertrand Blier
20 januari

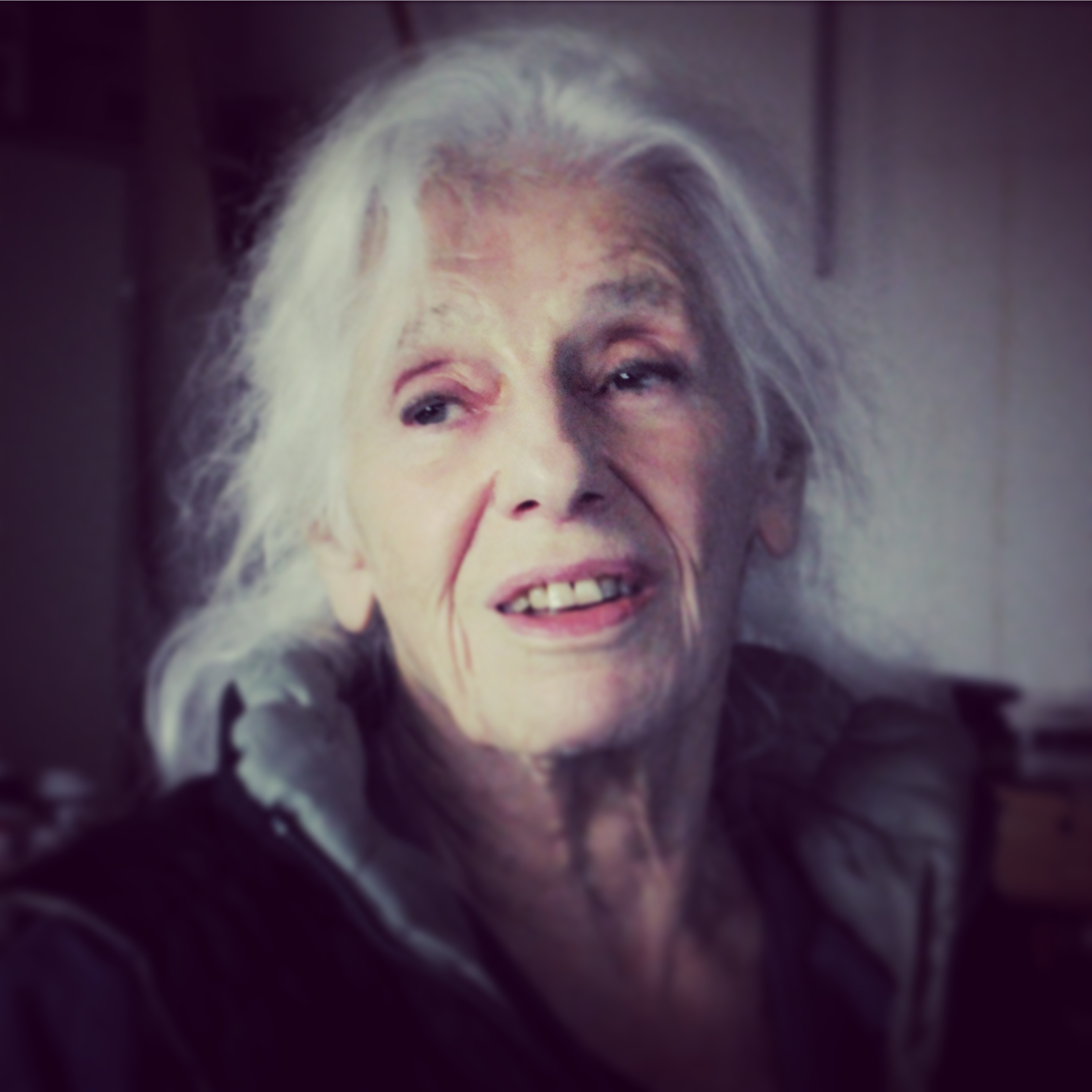
Jo Baer
21 januari

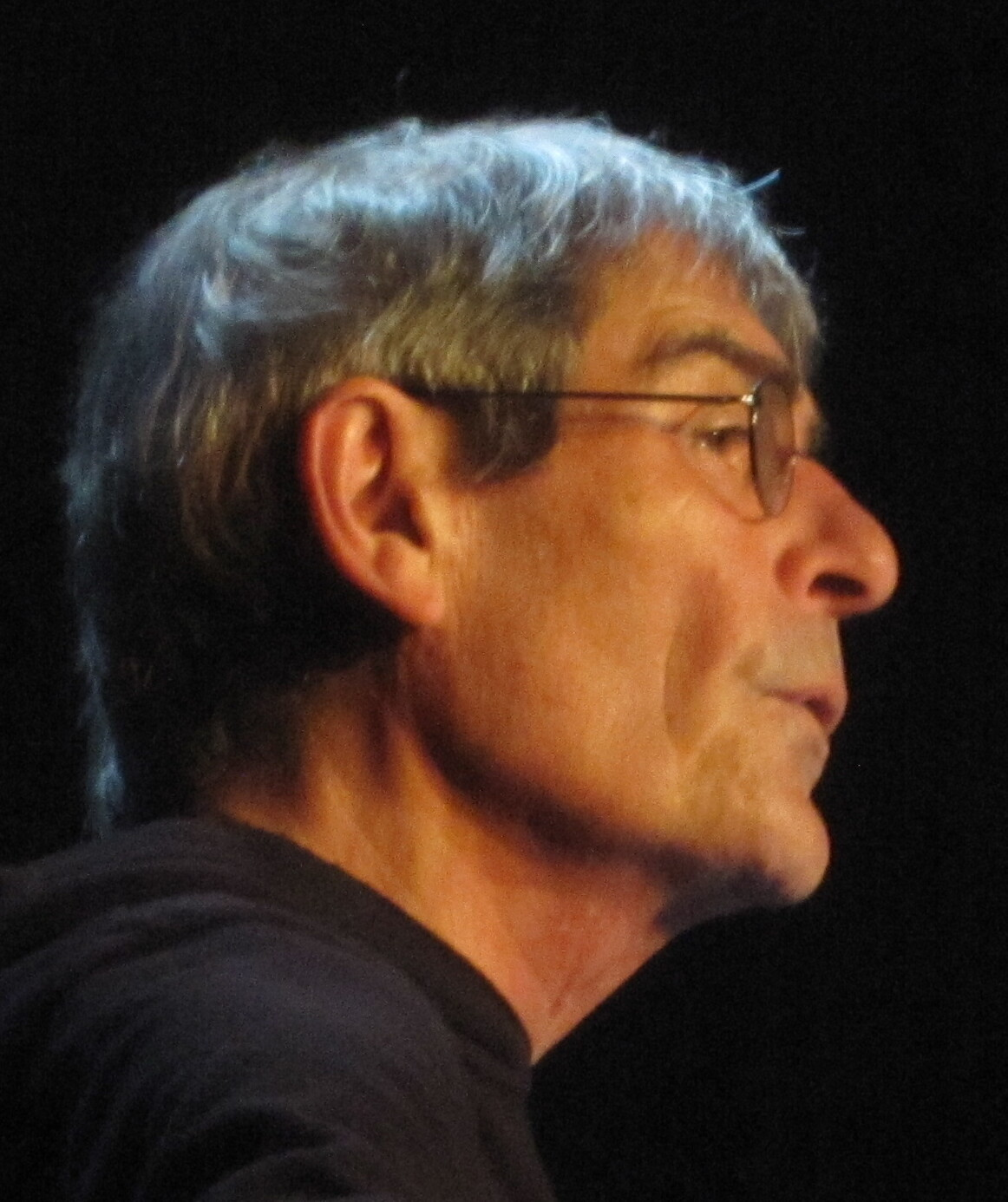
Gabriel Yacoub
22 januari

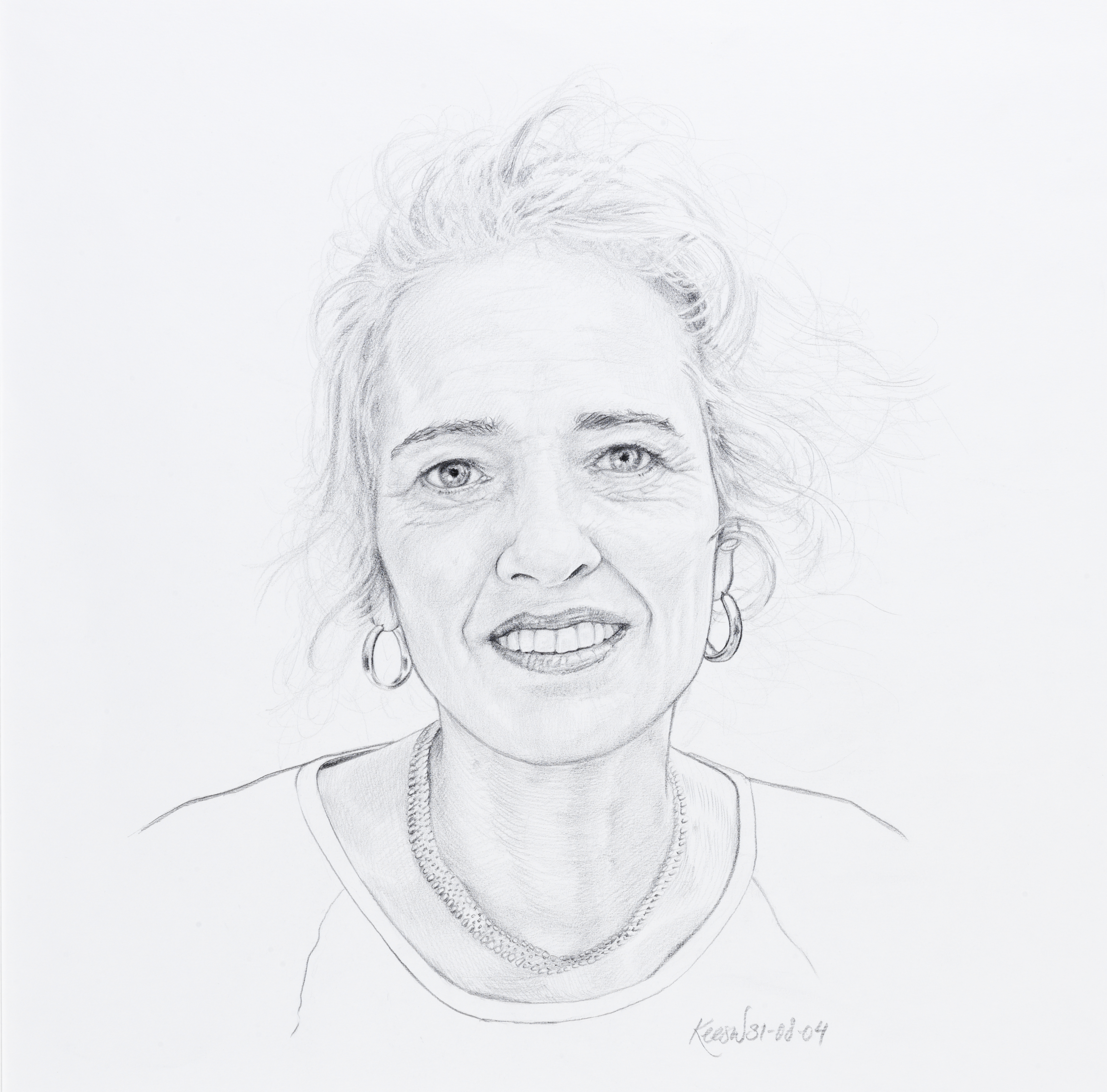
Esther Jansma
23 januari

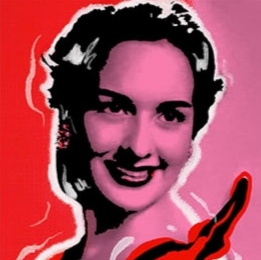
Gloria Romero
25 januari

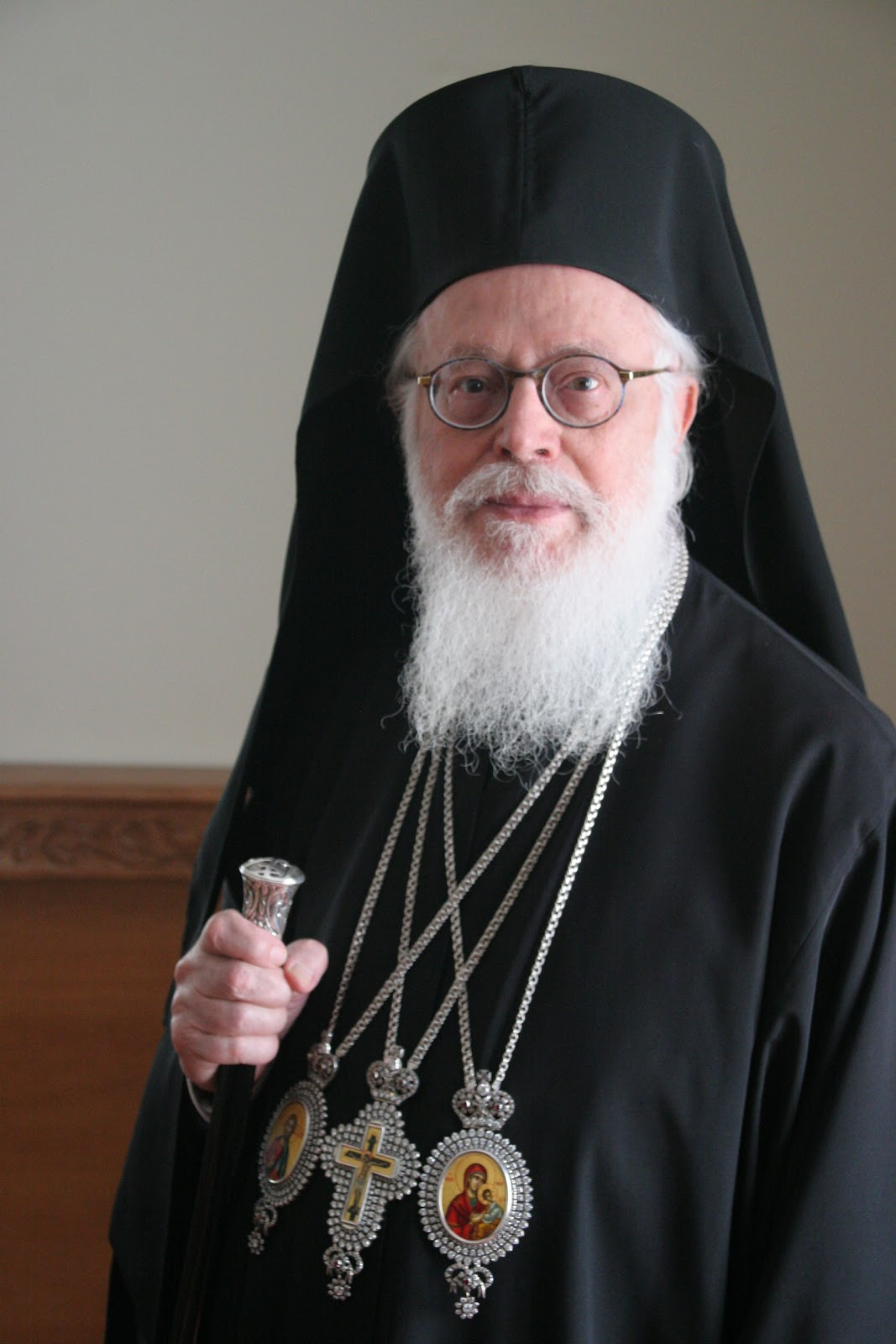
Anastasios I
25 januari

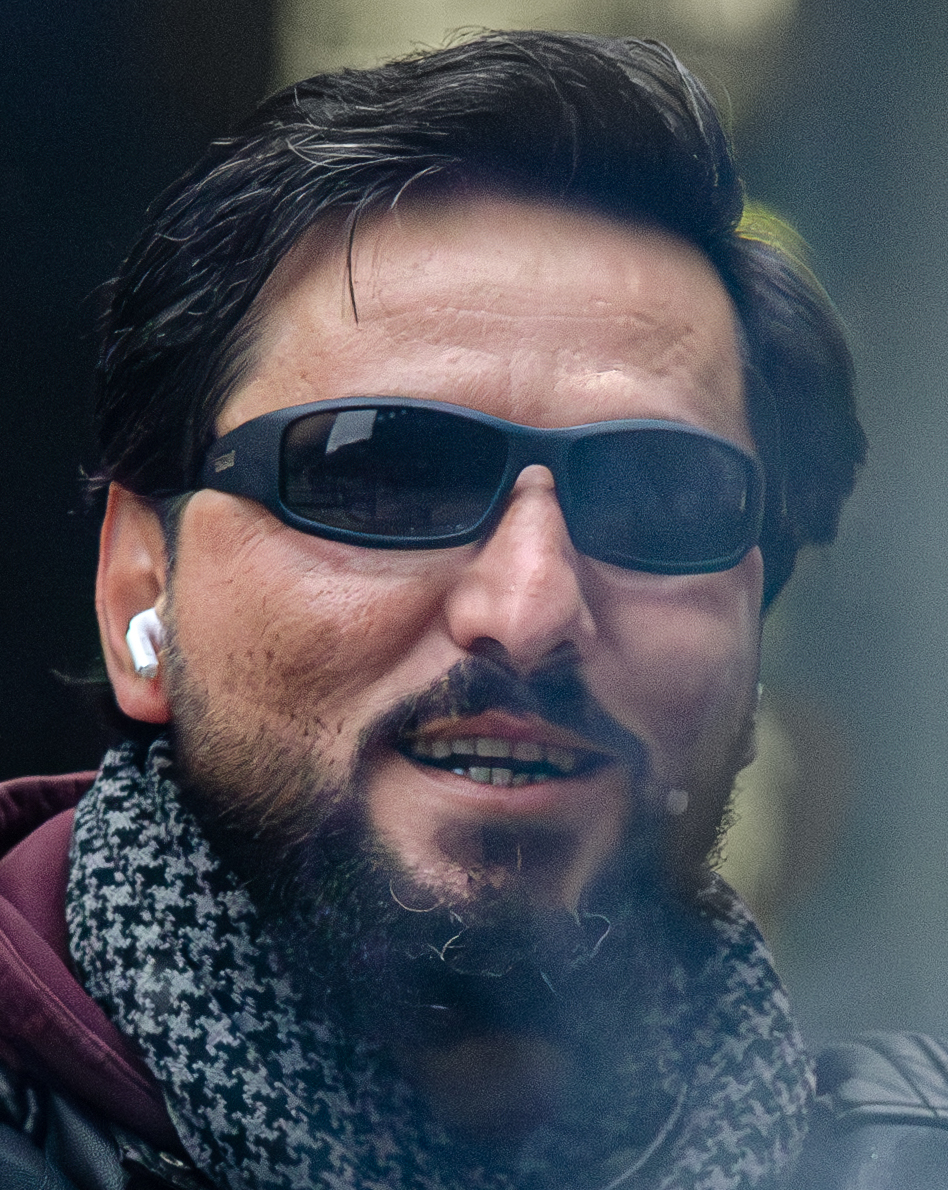
Salwan Momika
29 januari

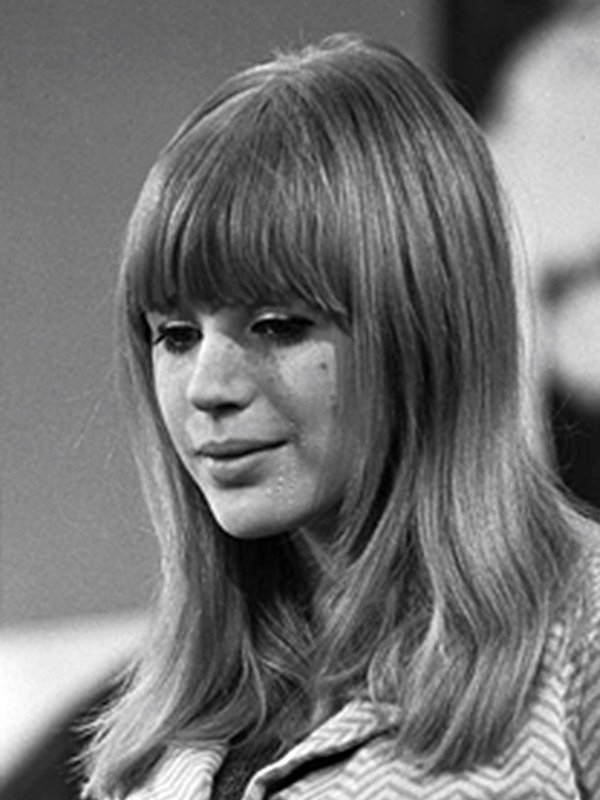
Marianne Faithfull
30 januari

| 1 | 2 | 3 | 4 | 5 | 6 | 7 | 8 | 9 | 10 | 11 | 12 | 13 | 14 | 15 | 16 | 17 | 18 | 19 | 20 | 21 | 22 | 23 | 24 | 25 | 26 | 27 | 28 | 29 | 30 | 31 |
| - | - | - | - | - | - | - | - | - | -- | -- | -- | -- | -- | -- | -- | -- | -- | -- | -- | -- | -- | -- | -- | -- | -- | -- | -- | -- | -- | -- |

### 1 januari
- Meine Breemhaar (64), Nederlands vastgoedondernemer en sportbestuurder[1]
- Jans Haandrikman (81), Nederlands paardenfokker[2]
- David Lodge (89), Brits schrijver en literatuurwetenschapper[3]
- Rosita Missoni (93), Italiaans modeontwerper[4]
- Wayne Osmond (73), Amerikaans popmuzikant[5]

### 2 januari
- Jytte Abildstrøm (90), Deens actrice en theaterdirecteur[6]
- Brian Berry (90), Brits-Amerikaans sociaal geograaf[7]
- Wilhelm Brückner (92), Duits vioolbouwer[8]
- Gerard Caris (99), Nederlands beeldhouwer en kunstenaar[9]
- Peter van Egmond (68), Nederlands fotograaf[10]
- Pieter Hofstra (78), Nederlands politicus[11]
- Ágnes Keleti (103), Hongaars turnster[12]
- Werner Leimgruber (90), Zwitsers voetballer[13]
- Italo de Lorenzo (85), Italiaans atleet en ondernemer[14]
- Ferdi Tayfur (79), Turks zanger, componist, acteur, auteur, regisseur en muziekproducer[15]
- John Wijngaards (89), Nederlands auteur en theoloog[16]

### 3 januari
- Jeff Baena (47), Amerikaans scenarioschrijver en filmregisseur[17]
- André De Maerteleire (80), Belgisch wielrenner[18]
- Jules D'Oultremont (77), Belgisch burgemeester[19][20]
- Willem van Kooten (83), Nederlands radiomaker, mediapionier en zakenman[21]
- Guus Luijters (81), Nederlands schrijver en journalist[22]
- Jos Plas (94), Belgisch wielrenner[23][24]
- Majda Ra'ad (82), Zweeds-Jordaans prinses[25]
- Peter Schaap (78), Nederlands zanger en schrijver[26]
- Gilbert Van Binst (73), Belgisch voetballer[27]
- Brenton Wood (Alfred Jesse Smith) (83), Amerikaans zanger en songwriter[28]

### 4 januari
- José Brouwers (93), Belgisch acteur en toneelschrijver[29]
- Nicolaas Klei (63), Nederlands wijnschrijver[30]
- Arrigo Padovan (97), Italiaans wielrenner[31]
- Julien Poulin (78), Canadees acteur en filmregisseur en -producent[32]

### 5 januari
- René Bliki (98), Belgisch verzetslid, oorlogsvrijwilliger en wielrenner[33]
- Robert Hübner (76), Duits schaker en papyroloog[34]
- Bobby Matitahatiwen (65), Nederlands zaalvoetbalspeler[35]
- Henri Willy Pleket (94), Nederlands epigraficus en oudheidkundige[36]
- Kostas Simitis (88), Grieks politicus[37]

### 6 januari
- Henny Eman (76), Arubaans politicus[38]
- Rogier van Rossum (89), Nederlands missioloog en onderwijsmanager[39]

### 7 januari
- Lucien Cariat (85), Belgisch politicus[40]
- Jaap Dijkstra (81), Nederlands politicus[41]
- Marc Michetz (Marc Degroide) (73), Belgisch striptekenaar[42]
- Jean-Marie Le Pen (96), Frans politicus[43]
- Hans Prakke (75), Nederlands journalist[44]
- Joost van Santen (95), Nederlands kunstenaar[45]
- Deogracias Savellano (65), Filipijns politicus[46]
- Pim Vermeulen (77), Nederlands politicus[47][48]
- Peter Yarrow (86), Amerikaans zanger en liedjesschrijver[49]

### 8 januari
- Lucien Cariat (85), Belgisch politicus[50]
- Fabio Cudicini (89), Italiaans voetballer[51]
- Neel van der Elst (68), Nederlands zangeres en presentatrice[52]
- Kjell-Olof Feldt (93), Zweeds politicus[53]
- Knud Heinesen (92), Deens politicus[54]
- Harlind Libbrecht (65), Belgisch musicus[55]

### 9 januari
- Black Bart (69), Amerikaans worstelaar[56]
- Bernard Mourad (50), Frans-Libanees bankier, ondernemer en schrijver[57]
- Otto Schenk (93), Oostenrijks operaregisseur[58]

### 10 januari
- Cees Bakker (85), Nederlands burgemeester[59]
- Wynand Havenga (59), Zuid-Afrikaans darter[60]
- Thelma Hopkins (88), Brits atlete[61]
- Sam Moore (89), Amerikaans soulzanger[62]
- Theo Rongen (81), Nederlands politicus[63]
- Michel Schetter (76), Belgisch striptekenaar[64]
- Reto Stiffler (84), Zwitsers zakenman[65]
- Bram Van Paesschen (45), Belgisch filmregisseur[66]
- Geert Verbeke (76), Belgisch muzikant en kunstenaar[67]

### 11 januari
- Rein Jan Hoekstra (83), Nederlands jurist[68]
- Jaap van der Kooy (73), Nederlands rallyrijder[69]
- Tiny Ruijs (67), Nederlands voetballer en voetbalcoach[70]

### 12 januari
- Leslie Charleson (79), Amerikaans actrice[71]
- Claude Jarman jr. (90), Amerikaans acteur[72]
- Philip van Tijn (84), Nederlands journalist, ambtenaar en bestuurder[73]
- Anton Vernooij (84), Nederlands priester, kerkmusicus en hoogleraar[74]

### 13 januari
- Tony Book (90), Brits voetballer[75]
- Bernd Cullmann (85), Duits atleet[76]
- Jean Penders (85), Nederlands politicus[77]
- André Sollie (77), Belgisch auteur en illustrator[78][79]
- Oliviero Toscani (82), Italiaans fotograaf[80][81]

### 14 januari
- Ching-Po Chen (93), Taiwanees golfer[82]
- Marcel van den Dop (Marcello) (70), Nederlands kunstenaar[83]
- Irmgard Furchner (99), Duits nazi[84]
- Marc Hollogne (63), Belgisch acteur, filmregisseur en toneelregisseur[85]
- Jack Kooistra (94), Nederlands journalist en nazi-jager[86]
- Hans Reichelt (99), (Oost-)Duits politicus[87]
- Joyce Schouten (84), Nederlands zangeres[88]
- Doug Shapiro (65), Amerikaans wielrenner[89]
- Tony Slattery (65), Brits acteur en komiek[90]
- Gerard van den Tweel (80), Nederlands zakenman[91]

### 15 januari
- David Lynch (78), Amerikaans regisseur, acteur en kunstschilder[92]
- Ebrahim Nabavi (66), Iraans schrijver, journalist en satiricus[93]
- Willy Neven (76), Belgisch burgemeester[94]
- Linda Nolan (65), Iers zangeres, actrice en televisiepersoonlijkheid[95]
- Jeannot Szwarc (85), Frans filmregisseur[96]

### 16 januari
- Harry Bild (88), Zweeds voetballer[97]
- John van Katwijk (72), Nederlands producer en artiestenmanager[98]
- Federico Manca (55), Italiaans schaker[99]
- Francisco San Martin (39), Amerikaans acteur[100]
- Joan Plowright (95), Brits actrice[101]

### 17 januari
- Didier Guillaume (65), Frans politicus[102]
- Manuëla Kemp (61), Nederlands zangeres en presentatrice[103]
- Denis Law (84), Schots voetballer[104]
- Margarete Tröstl (113), Oostenrijks supereeuwelinge[105]

### 18 januari
- Bruno Brel (73), Belgisch singer-songwriter en schrijver[106]
- Garry Brooke (64), Engels voetballer[107]
- Raymond Goossens (93), Belgisch burgemeester[108]
- Jan Oudenaarden (81), Nederlands schrijver en columnist[109]

### 19 januari
- Jimmy Calderwood (69), Schots voetballer en voetbalcoach[110]
- Horst Janson (89), Duits acteur[111]
- Imrich Lobo (69), Nederlands zanger[112]
- Nico van der Maat (84), Nederlands journalist[113]
- Pierre Mertens (85), Belgisch-Frans schrijver en advocaat[114]
- Jan Mijnsbergen (86), Nederlands politicus[115]
- Thijs Udo (70), Nederlands politicus[116]
- Mijndert Ververs (91), Nederlands zakenman[117]

### 20 januari
- Lynn Ban (51), Singaporees sieradenontwerpster[118]
- Bertrand Blier (85), Frans filmregisseur en scenarioschrijver[119]
- Luc Cauwenberghs (72), Belgisch beeldend kunstenaar[120]
- Fred Newhouse (76), Amerikaans atleet[121]
- Gernot Rumpf (83), Duits beeldhouwer[122]
- Alain Sikorski (65) Belgisch stripauteur[123]
- John Sykes (65), Brits gitarist[124]

### 21 januari
- Jo Baer (95), Amerikaans kunstenares[125]
- Mauricio Funes (65), president van El Salvador[126]
- Garth Hudson (87), Canadees musicus[127]
- Elliot Ingber (81), Amerikaans gitarist[128]
- Keiichi Suzuki (82), Japans langebaanschaatser[129]

### 22 januari
- Wim van Elk (87), Nederlands politicus[130]
- Barry Goldberg (82), Amerikaans songwriter, platenproducer en muzikant[131]
- Johan Slager (78), Nederlands gitarist[132]
- Gabriel Yacoub (72), Frans folkmusicus, liedjesschrijver en beeldend kunstenaar[133]

### 23 januari
- Marianne Busser (66), Nederlands kinderboekenauteur[134]
- Esther Jansma (66), Nederlands dichteres, prozaschrijfster en archeologe[135]
- Roland Minnaert (85), Belgisch fotograaf[136][137]
- John Morgan (94), Amerikaans zeiler[138]

### 24 januari
- Iris Cummings (104), Amerikaans zwemster[139]
- Herman K. van Dijk (79), Nederlands economische wetenschapper[140]
- Johan Doesburg (69), Nederlands toneelregisseur[141]
- Imke de Jong (92), Nederlands voetballer[142]
- Eddy Wauters (91), Belgisch voetballer en voetbalbestuurder[143]

### 25 januari
- Anastasios Yannoulatos (Anastasios I) (95), Grieks-Albanees aartsbisschop[144]
- Greg Bell (94), Amerikaans atleet[145]
- Dražen Dalipagić (73), Servisch basketballer en basketbalcoach[146]
- Olga James (95), Amerikaans actrice en zangeres[147]
- Joost de Raad (91), Nederlands burgemeester[148]
- Gloria Romero (91), Filipijns actrice[149]
- Jack de Valk (92), Nederlands omroeppastor en kunstenaar[150]

### 26 januari
- Moses Effiong (65), Nigeriaans voetballer[151]

### 27 januari
- Guy Delhasse (91), Belgisch voetballer[152]

### 28 januari
- Galina Minaitsjeva (95), Russisch turnster[153]
- Willy Moons (85), Belgisch journalist en schrijver[154][155]
- Gerard Overeem (80), Nederlands beeldhouwer[156]

### 29 januari
- Albert Buunk (100), Nederlands burgemeester[157]
- Salwan Momika (38), Iraaks-Zweeds activist[158]
- Vadim Naoemov (55), Russisch kunstschaatser[159]
- Max Schautzer (84), Duits televisiepresentator[160]
- Jevgenia Sjisjkova (52), Russisch kunstschaatster[159]
- Bart Van Doorne (53), Belgisch journalist[161][162]
- Gerwin Visser (25), Nederlands radioproducer[163]
- Inna Voljanskaja (59), Sovjet-Russisch kunstschaatster[159]
- Richard Williamson (84), Brits hulpbisschop[164]

### 30 januari
- Richard Button (95), Amerikaans kunstschaatser[165]
- Andrée Dumon (102), Belgisch verzetsstrijdster[166]
- Marianne Faithfull (78), Brits zangeres en actrice[167]
- Jiří Laburda (93), Tsjechisch componist, muziekpedagoog en filosoof[168]
- Edcel Lagman (82), Filipijns politicus[169]

### 31 januari
- Susan Alcorn (71), Amerikaans gitariste, componiste en improvisator[170]
- Eric Bleumink (89), Nederlands rector magnificus[171]
- Michiel Geijskes (60), Nederlands televisieregisseur[172]

### Datum onbekend
- Leo Berndsen (82 of 83), Nederlands topfunctionaris[173]
- Jo Simons (86), Nederlands burgemeester[174][175]

januari · februari · maart · april · mei · juni · juli
1900 ·
1901 ·
1902 ·
1903 ·
1904 ·
1905 ·
1906 ·
1907 ·
1908 ·
1909 ·
1910 ·
1911 ·
1912 ·
1913 ·
1914 ·
1915 ·
1916 ·
1917 ·
1918 ·
1919 ·
1920 ·
1921 ·
1922 ·
1923 ·
1924 ·
1925 ·
1926 ·
1927 ·
1928 ·
1929 ·
1930 ·
1931 ·
1932 ·
1933 ·
1934 ·
1935 ·
1936 ·
1937 ·
1938 ·
1939 ·
1940 ·
1941 ·
1942 ·
1943 ·
1944 ·
1945 ·
1946 ·
1947 ·
1948 ·
1949 ·
1950 ·
1951 ·
1952 ·
1953 ·
1954 ·
1955 ·
1956 ·
1957 ·
1958 ·
1959 ·
1960 ·
1961 ·
1962 ·
1963 ·
1964 ·
1965 ·
1966 ·
1967 ·
1968 ·
1969 ·
1970 ·
1971 ·
1972 ·
1973 ·
1974 ·
1975 ·
1976 ·
1977 ·
1978 ·
1979 ·
1980 ·
1981 ·
1982 ·
1983 ·
1984 ·
1985 ·
1986 ·
1987 ·
1988 ·
1989 ·
1990 ·
1991 ·
1992 ·
1993 ·
1994 ·
1995 ·
1996 ·
1997 ·
1998 ·
1999 ·
2000 ·
2001 ·
2002 ·
2003 ·
2004 ·
2005 ·
2006 ·
2007 ·
2008 ·
2009 ·
2010 ·
2011 ·
2012 ·
2013 ·
2014 ·
2015 ·
2016 ·
2017 ·
2018 ·
2019 ·
2020 ·
2021 ·
2022 ·
2023 ·
2024 ·
2025